# 프셰미수 2세

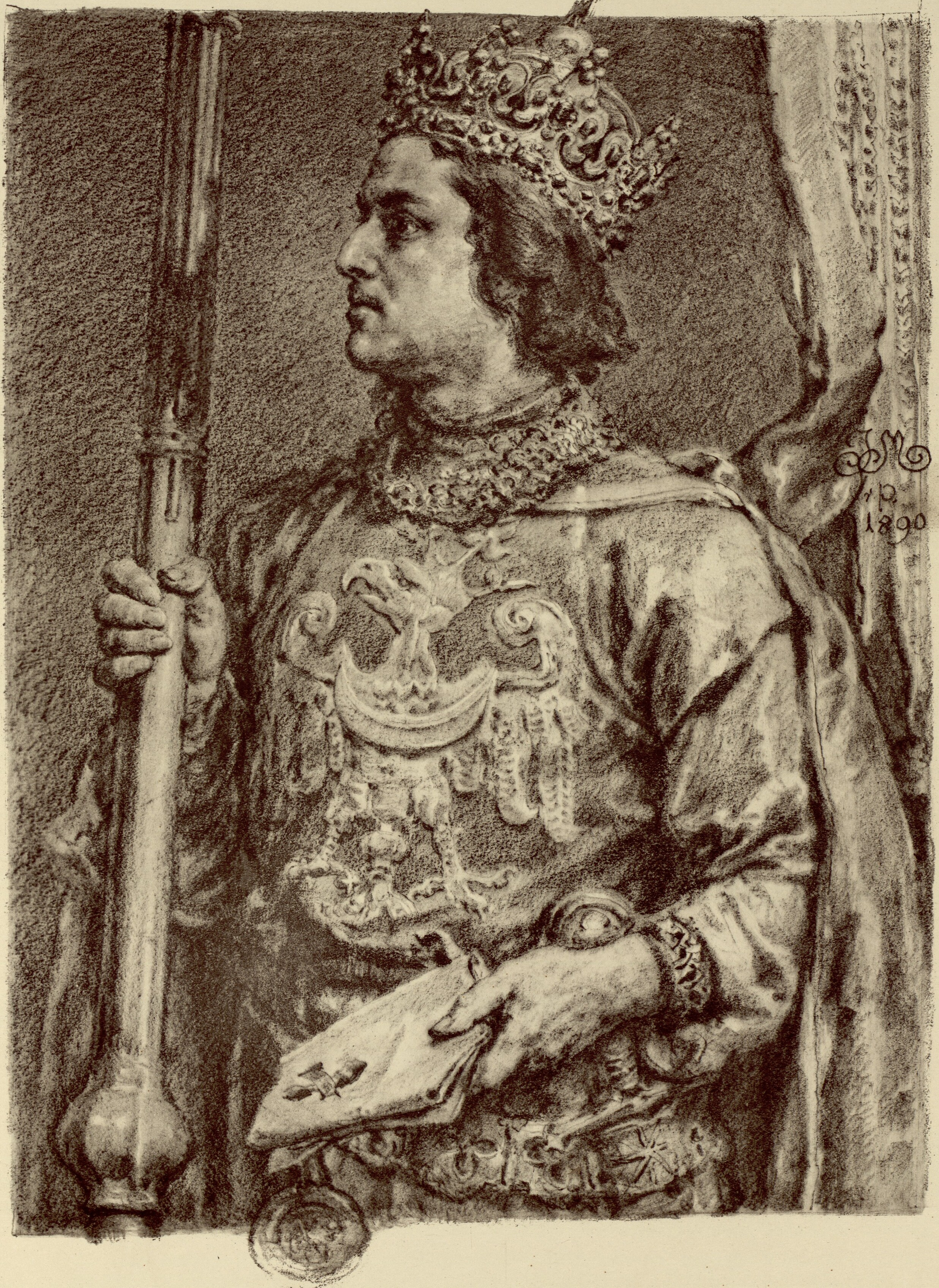
프셰미수 2세

프셰미수 2세(폴란드어: Przemysł II, 1257년 10월 14일 ~ 1296년 2월 8일)는 폴란드 고공(재위: 1290년 ~ 1296년)이다. 포즈난 공작(재위: 1257년 ~ 1279년), 비엘코폴스카 공작(재위: 1279년 ~ 1296년), 크라쿠프 공작(재위: 1290년 ~ 1291년), 포메렐리아 공작(재위: 1294년 ~ 1296년)을 역임했다.

## 생애
프셰미수는 미에슈코 3세의 후손으로 비엘코폴스카 공작을 역임한 프셰미수 1세의 장남으로 태어났다. 그의 어머니는 헨리크 2세의 딸인 엘주비에타 브로츠와프스카(Elżbieta wrocławska)이다. 1257년에는 포즈난 공작으로 즉위했으며 1279년에는 아들 없이 사망한 볼레스와프 포보주니의 뒤를 이어 비엘코폴스카 공작으로 즉위했다.
1277년 레그니차 공작 볼레스와프 2세 로가트카가 독일의 국왕 루돌프 1세와 동맹을 맺고 브로츠와프 공작을 역임하고 있던 프셰미수의 조카인 헨리크 4세를 납치한 것에 항의해 그워구프 공작 헨리크 3세 그워구프스키(Henryk III głogowski), 보헤미아의 국왕 오타카르 2세와 동맹 관계를 수립하고 볼레스와프 2세 로가트카, 헨리크 5세 브주하티(Henryk V Brzuchaty)에게 대항했지만 1277년 4월 24일에 일어난 스톨레츠(Stolec) 전투에서 패배했고 헨리크 3세와 함께 포로로 잡히고 만다. 1281년에는 헨리크 4세에게 생포되어 비엘룬을 헨리크 4세에게 양도했고 헨리크 4세에게 충성을 맹세하게 된다.
1282년 켕프노 조약(Kępno)에 따라 포메렐리아 공작 므시치부이 2세(Mściwój II)와 함께 포메렐리아의 공동 통치자가 되었다. 1287년에는 포메라니아 공작 보구스와프 4세(Bogusław IV)와 동맹 관계를 수립하면서 포메라니아에 대한 영향력을 강화했다. 1294년 므시치부이 2세가 사망함에 따라 그단스크를 물려받았다.
1290년 헨리크 4세가 사망하면서 폴란드의 공작으로 즉위했다. 로마 가톨릭교회의 지원을 받으면서 폴란드 통일 운동을 적극적으로 전개했으며 1295년 6월 26일에는 그니에즈노 대주교였던 야쿠프 시빈카(Jakub Świnka)에 의해 폴란드의 국왕으로 즉위했다.
1296년 폴란드의 귀족 가문인 나웽치가(Nałęcz), 자렘바가(Zaremba)의 지지를 받은 브란덴부르크 변경백국의 신하들에게 납치되었고 1296년 2월 8일 로고지노(Rogoźno)에서 야쿠브 카슈바(Jakub Kaszuba)라는 남자에 의해 암살되었다. 그의 왕위는 보헤미아의 국왕인 바츨라프 2세(바츠와프 2세)가 승계받았다.